# Ваду-Сорешть
Ваду-Сорешть, Ваду-Сорешті (рум. Vadu Sorești) — село у повіті Бузеу в Румунії. Входить до складу комуни Зернешть.
Село розташоване на відстані 115 км на північний схід від Бухареста, 19 км на північ від Бузеу, 90 км на захід від Галаца, 105 км на схід від Брашова.

## Населення
За даними перепису населення 2002 року у селі проживали 1482 особи. Рідною мовою 1479 осіб (99,8%) назвали румунську.
Національний склад населення села:
| Національність | Кількість осіб | Відсоток |
| -------------- | -------------- | -------- |
| румуни         | 1186           | 80,0%    |
| цигани         | 296            | 20,0%    |